# Morild (Hjørring Kommune)
Morild er en landsby i den østligste landzone af Hjørring Kommune med syv km til Tårs i Hjørring Kommune og fem km til Østervrå i Frederikshavn Kommune. Morild er en del af det gamle Tårs Sogn. I landsbyen findes Morild Kirke.
I forskellige perioder i tiden mellem 1950-1985 rummede Morild by en skole og udover denne et særdeles aktivt handelsliv med en cykelhandler, en bilhandler, en trikotageforretning, en tankstation med smede og mekaniker værksted, to smede, en købmandsforretning, en brugsforening, en bager, en skomager, et mejeri og et medicinsk håndkøbssalg. Byens sidste detailforretning, Morild Købmandsforretning, lukkede i 1998. I 2013 eksisterede der stadig én aktiv tømrer/byggevirksomhed.

## Citater
Herunder to uddrag fra Morild Bogen skrevet af gårdejer Jens Nielsen, Morild: (Bogen på ca. 60 sider kan læses i fodnoten: )

### 1. uddrag
"Hvis man kommer kørende eller gående, ad landevejen Hjørring - Sæby ,der hvor vejen snor sig op over bakkedragene mellem Sæsing og Østervrå, og kaster blikket mod nord ,ud over det kuperede terræn, vil man i klart vejr ude mellem bakkerne,straks lægge mærke til den lille landsby Morild, med sin smukke lille kirke knejsende på bakketoppen i den nordøstlige del af byen....."

### 2. uddrag
"Morild ligger smukt med bakkedragene mod nord som et sikkert rygstød,og moser og engdragene mod syd, hvor ud over der er en vid udsigt, og hvorfra Morild og egnen har sit navn. I fordumstider var mosen mere fugtig og sumpet, end den er i dag, så i lune og fugtige sommeraftener og nætter kunne opstå Mor - ild (morild), der ses som en natlig lysen som skyldes mikroskopiske organismer, der vel er en slags selvlysende bakterie eller mider som opstår og muligvis kommer drivende udover kær og sumpede moser".Gamle mennesker har fortalt hvordan de en sommeraften var kørt i mosen for at hente et læs tørv, da det pludselig trak op til uvejr, og de ville da skynde sig hjem, da blev både de og hestene overbegjort af Mor-ild (morild). Hue, jakke og hestenes manker lyste som glødende ild, og jo mere de strøg og børstede for at få det af, jo værre blev det, først da de kom under tag var det væk."